# Hilda Heinemann
Hilda Heinemman, nata Ordemann (Brema, 15 settembre 1896 – Essen, 5 maggio 1979), è stata la moglie del Presidente federale della Germania Gustav Heinemann.

## Biografia

### Famiglia ed educazione

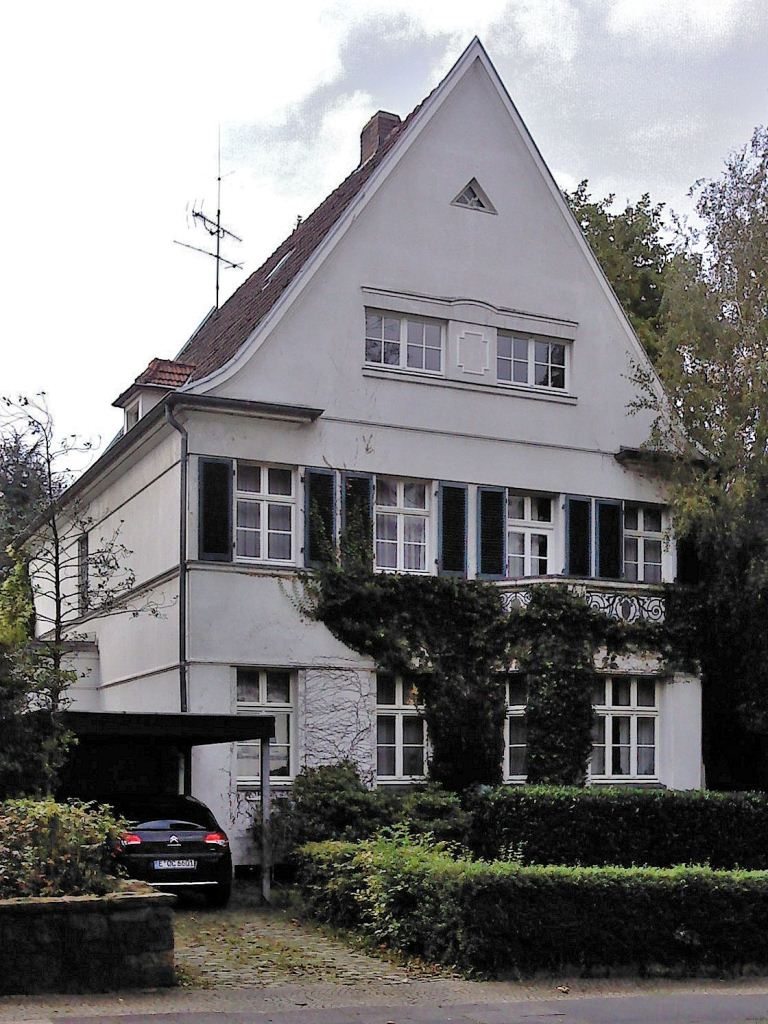
La casa degli Heinemann dal 1936 nella Schinkelstraße 34 a Essen nel distretto di Moltkeviertel.

Hilda Ordemann era figlia del commerciante di cereali di Brema Johann Anton Ordemann (1864-1941) e Bertha Johanna (Hannah) Rohr (1864-1941). La madre svizzera, era discendente del medico e poeta Albrecht von Haller, oltre a Hilda, vi erano tre fratelli e sorelle. Gertrud Staewen (1894-1987), sua sorella maggiore, si oppose attivamente alla persecuzione degli ebrei da parte di Hitler. Era la nonna di Christina Rau, moglie dell'ottavo presidente federale, Johannes Rau.
Ha frequentato la scuola superiore privata per ragazze (Lyceum Anna Vietor) per dieci anni, quindi il centro di formazione della Fondazione Mathilde Zimmer a Kassel. Inoltre, ha esteso la sua istruzione attraverso gli studi privati in matematica, latino e greco, completando il Vecchio ginnasio di Brema e laureandosi nel 1920.
A partire dal 1921, inizia a studiare scienze religiose, filosofia, storia e tedesco all'Università di Monaco e a Marburgo per diventare consulente. Nel 1926, ha superato il suo esame di Stato con Rudolf Bultmann e Nicolai Hartmann. Dopo il matrimonio con Gustav Heinemann, decise di non lavorare e di prendersi cura della famiglia. La coppia ebbe quattro figli, il primo è Uta Ranke-Heinemann.
Heinemann era una cristiana protestante attiva e, come suo marito durante l'epoca nazista, fu membro della Chiesa confessante. Entrambi erano fedeli della parrocchia di Essen-Altstadt. Attraverso sua sorella Gertrud, incontrarono l'influente teologo svizzero Karl Barth.
Lei e suo marito si stabilirono a Essen nel 1926, dove Gustav Heinemann iniziò a lavorare come avvocato e, dal 1929 al 1949, come consigliere legale della Rheinische Stahlwerke. La coppia respinse risolutamente il nazionalismo e l'antisemitismo. Nel 1943, la sua casa fu distrutta e la famiglia si trasferì a Langenberg. Nel 1945, suo marito divenne sindaco di Essen, città nella quale vissero di nuovo entrambi. Gustav Heinemann divenne ministro federale degli Interni nel 1949 e visse anche a Bonn; Hilda Heinemann rimase ad Essen.

### Come moglie del presidente federale

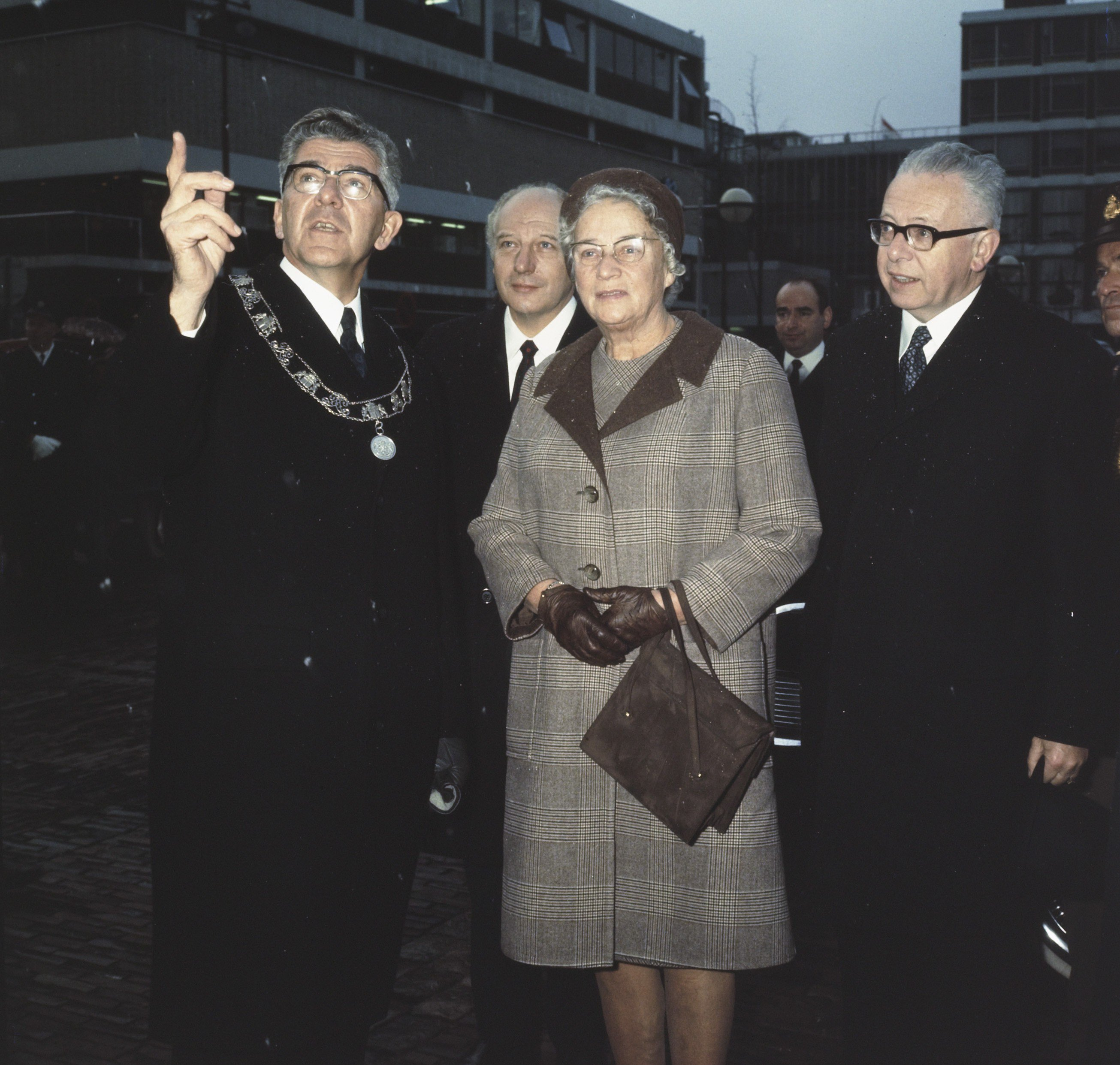
Hilda e Gustav Heinemann in visita presidenziale nei Paesi Bassi incontrano il sindaco di Rotterdam Wim Thomassen il 25 novembre 1969.

Durante il mandato (1969-1974) di suo marito come presidente federale, gli Heinemann si trasferirono a Villa Hammerschmidt. 
Nel 1970, Heinemann ha fondato la Fondazione Hilda Heinemann, che si occupa dell'integrazione degli adulti con disabilità mentali nella vita lavorativa. 
Nel 1975 le è stato conferito il premio Cultura della città di Kiel.